# Paraconiothyrium minitans
Paraconiothyrium minitans är en svampart som först beskrevs av W.A. Campb., och fick sitt nu gällande namn av Verkley 2004. Paraconiothyrium minitans ingår i släktet Paraconiothyrium och familjen Montagnulaceae.   Inga underarter finns listade i Catalogue of Life.